# Yuya Nagasawa
Yuya Nagasawa (長沢 祐弥 Nagasawa Yūya?, Shizuoka, 1 de julio de 1996) es un futbolista japonés que juega como guardameta en el Tokyo Verdy.

## Trayectoria
En 2019 se unió al Azul Claro Numazu de la J3 League.

## Clubes
| Club              | País  | Año       |
| ----------------- | ----- | --------- |
| Azul Claro Numazu | Japón | 2019-2020 |
| Tokyo Verdy       | Japón | 2021-     |